# Merwilla dracomontana
Merwilla dracomontana là một loài thực vật có hoa trong họ Măng tây. Loài này được (Hilliard & B.L.Burtt) Speta mô tả khoa học đầu tiên năm 1998.